# Ениджевардарско-Гумендженско благотворително братство
Ениджевардарско-Гумендженското благотворително братство е патриотична и благотворителна обществена организация на македонски българи от района на Енидже Вардар и Гумендже, съществувала в българската столица София след Първата световна война. През 1936 година братството се разделя на две – Ениджевардарско и Гумендженско.

## История
Ениджевардарско-Гумендженското благотворително братство е основано след края на Първата световна война на 20 февруари 1919 година. То изготвя свой устав и печат. Печатът е кръгъл с надпис „Благ. Д-во Енидже-Вардар. и Гуменд. емиграция въ България, гр. София.“ и девиз „Где е слога тамъ е Бога“.
На 1 февруари 1925 година в настоятелството влизат Христо Шалдев (председател), Христо Момчев (подпредседател), Георги Захаринчев (секретар), Димитър Попхристов (касиер) и съветници са Мино Арабаджиев и Продан Христов. В началото на 1926 година е избрано настоятелство в състав Васил Шалдев (председател), Продан Христов (подпредседател), Георги Захаринчев (секретар), а съветници са Мино Пържолов, Мицо Попставрев и Вангел Георгиев.
Към 1928 година негов председател е Димитър Янев, но след убийството на генерал Александър Протогеров настава неразбирателство в братството. Още преди това, между 6 и 10 юни 1930 година е избрано ново ръководство в състав Христо Шалдев – председател, Тано Янаков – подпредседател, Захарий Гьорев – секретар, Христо Льомчев – касиер, Христо Църнаков, Димитър Хаджихристов и Мино Икономов – съветници. Членската маса на братството наброява около 90 души с десетари Христо Петров – Панзора, Васил Богданов, Димитър Янков – Гайцака, Гоно Трайков – Никлев, Гоно Фустанов, Иван Андонов, Трайко Русев, Григор Иванов и Иван Трайков.
През септември 1934 година протестен протокол срещу Деветнадесетомайския преврат от името на братството подписва А. Петров. На 2 септември 1934 година братството е сред учредителите на нов Временен македонски национален комитет, който обаче не получава доверие на емиграцията и през 1936 година е закрит. На 19 февруари 1936 година на проведено общо заседание на братството група от около 60 души се отделят в самостоятелно Ениджевардарско дружество. Те изготвят нов устав и печат с текст „Ениджевардарско Култ. Просв. Благотворително братство“. В ръководството му влизат Иван Пожарлиев (председател), Димитър Янев (подпредседател), Александър Чаов (секретар), Димитър Греков (касиер), Георги Попстанков, Никола Петляков и Тома Думчев (съветници), Иван Кронев, Янко Попставрев, Христо Тортопов (контролна комисия), а Христо Пульков и Христо Карайчев (запасни членове).
Настоятелството на Ениджевардарското братство към 9 май 1937 година се състои от Иван Пожарлиев (председател), Димитър Янев (подпредседател), Александър Чаов (секретар), Георги Попкочев Станков (съветник), Тома Думчев (съветник) и Никола Петляков (съветник), а в контролната комисия са Тома Стамболиев (председател), Иван Кронев и Христо Тортопов са членове.
До смъртта си през август 1943 година Иван Пожарлиев остава на председателската длъжност в братството, а то към август 1944 година продължава да съществува и развива дейност. Гумендженското братство от своя страна продължава да се ръководи от Христо Шалдев, у когото остава и първоначално изготвеният печат на дружеството, а към 1942 година негов заместник е Георги Захаринов.
През 1947 година част от архивата на братството и личния архив на Христо Шалдев са предадени от БКП на Народна република Македония, където се съхраняват в Държавния архив на Северна Македония.